# Distrito de Nantua
El distrito de Nantua (en francés arrondissement de Nantua) es una división administrativa francesa del departamento de Ain, en la región de Auvernia-Ródano-Alpes. Su capital, y subprefectura del departamento, es Nantua.

## Historia
Cuando se creó en 1790 el departamento de Ain, el distrito de Nantua fue uno de los distritos del departamento.

## Geografía
El distrito de Nantua tiene una superficie de 924.2 km². Su población, en 2014, es de 84 640, y una densidad poblacional de 91,58 habitantes/km².
Se encuentra en el parte norte del departamento. Limita al norte con el departamento de Jura, al noreste con el distrito de Gex, al este con el departamento de Alta Saboya, al sur con el distrito de Belley, al oeste con el distrito de Bourg-en-Bresse.

## División territorial

### Cantones
Luego de la reorganización de los cantones en Francia, los cantones no son subdivisiones de los distritos por lo que pueden tener comunas que pertenecen a distritos diferentes.
Los cantones en el distrito de Nantua son:
1. Bellegarde-sur-Valserine (parcialmente)
2. Hauteville-Lompnes (parcialmente)
3. Nantua
4. Oyonnax
5. Pont-d'Ain (parcialmente)

### Comunas
Los comunas, con sus códigos, del distrito de Nantua son:
1. Apremont (01011)
2. Arbent (01014)
3. Béard-Géovreissiat (01170)
4. Bellegarde-sur-Valserine (01033)
5. Belleydoux (01035)
6. Bellignat (01031)
7. Billiat (01044)
8. Bolozon (01051)
9. Boyeux-Saint-Jérôme (01056)
10. Brénod (01060)
11. Brion (01063)
12. Ceignes (01067)
13. Cerdon (01068)
14. Challes-la-Montagne (01077)
15. Champdor-Corcelles (01080)
16. Champfromier (01081)
17. Charix (01087)
18. Châtillon-en-Michaille (01091)
19. Chevillard (01101)
20. Condamine (01112)
21. Dortan (01148)
22. Échallon (01152)
23. Géovreisset (01171)
24. Giron (01174)
25. Groissiat (01181)
26. Injoux-Génissiat (01189)
27. Izenave (01191)
28. Izernore (01192)
29. Jujurieux (01199)
30. Labalme (01200)
31. Lantenay (01206)
32. Leyssard (01214)
33. Lhôpital (01215)
34. Maillat (01228)
35. Martignat (01237)
36. Matafelon-Granges (01240)
37. Mérignat (01242)
38. Montanges (01257)
39. Montréal-la-Cluse (01265)
40. Nantua (01269)
41. Les Neyrolles (01274)
42. Nurieux-Volognat (01267)
43. Outriaz (01282)
44. Oyonnax (01283)
45. Peyriat (01293)
46. Plagne (01298)
47. Le Poizat-Lalleyriat (01204)
48. Poncin (01303)
49. Port (01307)
50. Saint-Alban (01331)
51. Saint-Germain-de-Joux (01357)
52. Saint-Jean-le-Vieux (01363)
53. Saint-Martin-du-Frêne (01373)
54. Samognat (01392)
55. Serrières-sur-Ain (01404)
56. Sonthonnax-la-Montagne (01410)
57. Surjoux (01413)
58. Vieu-d'Izenave (01441)
59. Villes (01448)